# Scott-transformator
Een Scott-transformator (ook wel Scottschakeling genoemd) is een transformatorschakeling waarbij een driefasenspanning omgezet kan worden in een tweefasenspanning en omgekeerd. Een Scott-transformator verdeelt een gebalanceerde belasting gelijkmatig over de fasen van de bron. Deze schakeling is bedacht door de Amerikaanse elektrotechnicus Charles F. Scott.
Nikola Tesla’s originele wisselstroomsysteem was gebaseerd op eenvoudig te bouwen tweefase componenten, zoals motoren en generatoren. Echter, op het moment dat de transportafstanden groter werden, kreeg het voor elektriciteitstransport meer efficiëntere driefasensysteem van Doliwo-Dobrowolski een grotere rol. Zowel twee- als driefasensystemen werden een aantal jaren naast elkaar gebruikt. De Scott-transformator zorgde ervoor dat beide systemen met elkaar verbonden konden worden.

## Constructie

Scott's transformatorschakeling

Vectordiagram

De Scott-transformator is opgebouwd uit twee eenfase transformatoren:
- Transformator T1 met een middenaftakking wordt direct aangesloten op twee fasen (L1 & L2) van het driefasennet.
- Transformator T2 met een 86,6% (½√3) aftakking is met één kant aangesloten op de middenaftakking van T1 en met de andere kant op de overgebleven fase (L3) van het driefasennet.

De secundaire zijde van de transformatoren zijn direct aangesloten op het tweefasennet, waarbij UV12 een faseverschil van 90° heeft ten opzichte van UU12.
AfleidingDe werking is het eenvoudigste aan te tonen door de driefasenspanningen af te leiden van de tweefasenspanningen met behulp van complexe getallen, waarbij waarden van de effectieve spanningen aan beide zijden van de transformatoren gelijk zijn (overzetverhouding 1:1).
{\displaystyle U_{U12}=U\angle 0^{\circ }=U(1+j0)}
{\displaystyle U_{V12}=U\angle 90^{\circ }=U(0+j1)}
{\displaystyle U_{L12}=U_{U12}=U\angle 0^{\circ }}
{\displaystyle U_{L23}=-1/2\cdot U_{U12}+1/2{\sqrt {3}}\cdot U_{V12}}
{\displaystyle =-1/2\cdot U(1+j0)+1/2{\sqrt {3}}\cdot U(0+j1)}
{\displaystyle =U\cdot (-1/2+j1/2{\sqrt {3}})=U\angle 120^{\circ }}
{\displaystyle U_{L31}=-1/2\cdot U_{U12}-1/2{\sqrt {3}}\cdot U_{V12}}
{\displaystyle =-1/2\cdot U(1+j0)-1/2{\sqrt {3}}\cdot U(0+j1)}
{\displaystyle =U\cdot (-1/2-j1/2{\sqrt {3}})=U\angle 240^{\circ }}

## Toepassing
De Scott-transformator werd in 1896 voor het eerst toegepast bij de Niagara waterkrachtcentrale. De door tweefasige generatoren opgewekte elektriciteit werd door Scott-transformatoren omgezet naar driefasen en via een 35,5 km (11 mijl) lange transmissielijn naar Buffalo (New York) getransporteerd.
Deze schakeling wordt soms nog toegepast om een oudere tweefasen inductiemotor (met poolomschakeling) aan te sluiten op een driefasennet.